# Alex Grossmann
Alex Grossmann (Zagabria, 5 agosto 1930 – 12 febbraio 2019) è stato un fisico croato naturalizzato francese presso l'Università di Aix-Marseille in Luminy.
È ricordato per il suo lavoro pionieristico sull'analisi dei wavelet con Jean Morlet.